# Конрад II (князь Зноймо)
Конрад II Зноемский (чеш. Konrád II. Znojemský; ?—после 1161) — князь Зноемский в 1123—1128, 1134—после 1161 годах и князь Брненский в 1156—после 1161 годах из династии Пршемысловичей.
После смерти князя Литольда и его брата Ольдржиха князь Чехии Владислав I в 1113 году передал Зноемское княжество своему брату Собеславу I в обход прав малолетнего Конрада II. Однако по прошествии десяти лет, в 1123 году, Владислав I передал Зноемское княжество от Собеслава ещё несовершеннолетнему Конраду II. В результате последовавшей за этим династической междоусобицы Конрад II был пленён Собеславом в 1128 году и заточён в замке Гроич в Верхней Лужице.